# ارنل چاتفیلد
ارنل چاتفیلد (انگلیسی: Ernle Chatfield, 1st Baron Chatfield; ۲۷ سپتامبر ۱۸۷۳ – ۱۵ نوامبر ۱۹۶۷) سیاست‌مدار اهل بریتانیا بود.
همچنین برندهٔ جوایزی همچون نشان حمام، نشان مریت، و نشان سلطنتی ویکتوریایی شده‌است.